# جورج فولينسكي
جورج فولينسكي (بالفرنسية: Georges Wolinski) (مواليد 28 يونيو 1932 - الوفاة 7 يناير 2015) هو رسام كاريكاتير وكاتب هزلي فرنسي. قُتل في الهجوم على صحيفة شارلي إبدو في 7 يناير 2015 مع موظفين آخرين في مجلة شارلي إبدو.

## السيرة الذاتية
ولد جورج ديفيد فولينسكي في مدينة تونس أثناء الحماية الفرنسية في تونس والد سيغفريد ووالدته لولا، كانا من اليهود. كان والده سيغفريد فولينسكي من بولندا، وتم اغتياله وعُمر إبنه جورج سنتين. وأمه لولا من تونس انتقل إلى باريس سنة 1945، بعد وقت قصير من الحرب العالمية الثانية. بدأ بدراسة الهندسة المعمارية في باريس، لكن تركها ليأخذ مجال الرسوم الكاريكاتورية.

## إنظر أيضاً
- ستيفان تشاربونيير
- جان كابو
- فيليب أونوريه

## وصلات خارجية
- Obituary in ذي إندبندنت by ماركوس ويليامسون
- جورج فولينسكي على موقع IMDb (الإنجليزية)
- جورج فولينسكي على موقع ألو سيني (الفرنسية)
- جورج فولينسكي على موقع ميوزك برينز (الإنجليزية)
- جورج فولينسكي على موقع ديسكوغز (الإنجليزية)
- جورج فولينسكي على موقع قاعدة بيانات الفيلم (الإنجليزية)
- Georges Wolinski biography on Lambiek Comiclopedia
- Georges Wolinski publications in Charlie Mensuel, L'Écho des Savanes and BoDoï BDoubliées (بالفرنسية)
- Georges Wolinski albums Bedetheque (بالفرنسية)